# 28640 Cathywong
28640 Cathywong è un asteroide della fascia principale. Scoperto nel 2000, presenta un'orbita caratterizzata da un semiasse maggiore pari a 2,9278566 UA e da un'eccentricità di 0,1071452, inclinata di 8,38961° rispetto all'eclittica.